# Journalisme musical
Le journalisme musical est une forme de journalisme culturel spécialisée dans la musique. Il s'exerce dans différents médias, tels que la presse écrite, la radio, la télévision et Internet, et se traduit également par des publications de livres et de notices d'enregistrement (LP, CD, DVD...).

« Spécialiste de la musique et professionnel de l'information, le journaliste musical est tout à la fois chroniqueur de la vie culturelle, critique et expert, prescripteur de consommation culturelle et l'intermédiaire privilégié entre l'œuvre, l'artiste et le public. »

— Fiche pratique - Philharmonie de Paris

## Histoire
Des documents anticipant la critique musicale moderne remontent déjà à l'Antiquité, rédigés par des philosophes, des poètes, des hommes de lettres et des historiens. La littérature grecque antique offre de nombreuses pages sur l'incidence de la musique dans les coutumes et la culture contemporaines, ainsi que sur les différends entre les genres et les instruments. Sophocle, Plutarque et Hérodote étaient les plus illustres critiques "ante litteram" connus.
Dans la Rome antique, la musique n'a pas réussi à se tailler une place aussi importante dans la culture et, par conséquent, la critique était plutôt marginale et se limitait aux satires de Juvénal, ou aux œuvres de Tacite, dans lesquelles ces grands penseurs adoptaient une position négative à l'égard de l'art de la musique.
Au début du XVIIIe siècle date la célèbre critique des chanteurs par Benedetto Marcello, intitulée Il teatro alla moda, tout comme la vive controverse entre les partisans de l'opérette italienne et ceux de l'opérette française s'est poursuivie au cours de ces décennies.
Le compositeur anglais Charles Avison (1709-1770) est reconnu comme le premier auteur d'une critique musicale moderne en anglais. Il s'agit d'un "Essai sur l'expression musicale" publié en 1752, dans lequel Avison critique la musique de Georg Friedrich Händel, son contemporain.
Entre 1722 et 1725, la revue mensuelle Critica Musica, fondée par le musicien et théoricien Johann Mattheson, a été publiée.

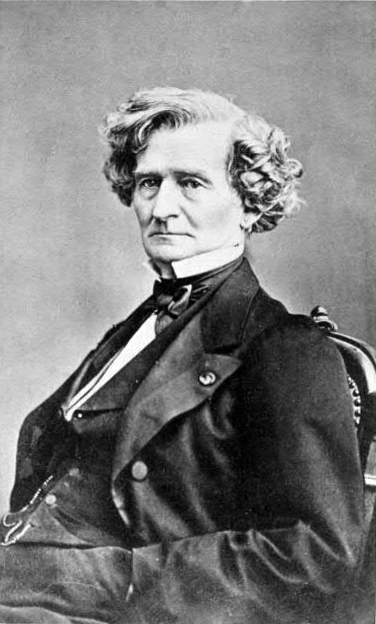
Hector Berlioz, actif comme journaliste musical à Paris dans les années 1830 et 1840.

Le journalisme musical trouve donc ses racines dans la critique musicale classique, qui englobe traditionnellement l'étude, la discussion, l'évaluation et l'interprétation de la musique composée et notée sur une partition, ainsi que l'évaluation de l'interprétation d'airs et de pièces classiques, telles que les symphonies et les concertos.
Jusqu'à la fin du XVIIIe siècle, les reportages sur la musique étaient présents dans des journaux d'orientation plus généralement politique, qui réservaient un espace minimal à la musique ou des journaux traitant de l'art en général où la musique n'était pas au centre de la publication puis au début du XIXe siècle, ceux-ci paraissent dans des magazines musicaux spécialisés en musique. En Allemagne, l'histoire du journalisme musical commence en 1798, année où l'Allgemeine musikalische Zeitung fut fondée à Leipzig par les éditeurs Gottfried Christoph Härtel et Friedrich Rochlitz (publiée d'abord par Breitkopf & Härtel et plus tard par Rieter-Biederman). Elle contenait des rapports sur la musique et des critiques et parut jusqu'en 1882. En 1834, une autre publication vint s'y ajouter, la Neuen Zeitschrift für Musik fondée par Robert Schumann en 1834. En France, la revue Revue musicale est fondée en 1827 par François-Joseph Fétis ; elle deviendra la Revue et gazette musicale de Paris en 1835. À Londres sont publiés des magazines dédiés tels que The Musical Times (fondé en 1844 sous le nom de The Musical Times and Singing-class Circular). Un critique musical anglais influent du XIXe siècle, par exemple, était James William Davison (en), du journal The Times. Le compositeur Hector Berlioz a également écrit des critiques et des comptes rendus pour la presse parisienne des années 1830 et 1840. Son ouvrage Traité d'instrumentation et d'orchestration est d'abord paru sous forme de feuilletons dans la Revue et gazette musicale de Paris, du 21 novembre 1841 au 17 juillet 1842, sous le titre De l'instrumentation.
Le journalisme moderne en musique classique est souvent fondé sur l'examen, par la théorie musicale, des nombreux éléments divers d'un morceau de musique ou d'une interprétation, y compris (en ce qui concerne une composition musicale) sa forme et son style et, pour l'interprétation, les normes de la technique et de l'expression. Ces normes ont été exprimées, par exemple, dans des revues telles que Neue Zeitschrift für Musik, fondée par Robert Schumann, et continuent aujourd'hui dans les colonnes de journaux et de magazines spécialisés tels que The Musical Times.
Plusieurs facteurs - dont le développement de l'éducation, l'influence du mouvement romantique en général et sur la musique, la popularisation (y compris le "statut de star" (virtuose) de nombreux artistes tels que Liszt et Paganini), entre autres - ont conduit à un intérêt croissant pour la musique dans les magazines non musicaux, et à une augmentation du nombre de critiques de profession, à des degrés divers de compétence et d'intégrité. Les années 1840 pourraient être considérées comme un tournant, car les critiques musicaux après les années 1840 n'étaient généralement pas non plus des musiciens pratiquants. Le début du XIXe siècle a marqué un tournant pour le journalisme musical ; grâce à l'avènement du Romantisme, une sorte d'"éducation musicale" de l'Europe a eu lieu, conduisant à un plus grand intérêt et à une plus grande considération des journaux pour la musique et les musiciens, et à la naissance de la figure professionnelle du "critique musical". En ce sens, la différence substantielle avec la période précédant les années 1840 du XIXe siècle est que les critiques ne sont plus également des musiciens, comme c'était le cas jusqu'alors. Parmi les critiques les plus appréciés de cette période, on peut citer Martin Röder.
En outre, l'appréciation de la musique passe également par l'approfondissement de son histoire, un chaînon manquant et déficient,
Cependant, les contre-exemples incluent Alfred Brendel, Charles Rosen, Paul Hindemith et Ernst Krenek ; tous étaient des praticiens modernes de la tradition musicale classique qui écrivaient (ou critiquaient) également de la musique.
Parmi les représentants célèbres de la critique musicale en Europe à cette période, on évoquera aussi Friedrich Nietzsche, George Bernard Shaw ou Romain Rolland. En 1894, la discipline s'est popularisée avec la parution de Billboard aux États-Unis.
La prise de position des critiques au XIXe siècle n'était pas toujours dénouée d'intérêt économique comme dans le cas de l'article de François-Joseph Fétis, intitulé « L’orgue mondaine [sic] et la musique érotique à l’église », paru dans la Revue et gazette musicale de Paris en avril 1856, comme l'analyse  Rémy Campos.
Aujourd'hui, l'Internet offre également de nouvelles possibilités au journalisme musical, par exemple pour les blogs et homepages spécialisés,. L'irruption des algorithmes de recommandation des réseaux sociaux et l'avènement des blogs amateurs interrogent néanmoins la parole du journaliste musical depuis quelques années.

### Évolution du journalisme de musique classique à la fin duXXesiècle
Au début des années 1980, la quantité de critiques classiques a commencé à diminuer "lorsque les critiques de musique classique ont visiblement commencé à disparaître" des médias. À cette époque, les principaux journaux américains employaient encore généralement un  critique musical en chef, tandis que des magazines tels que Time et Vanity Fair employaient également des critiques de musique classique. Mais au début des années 1990, de nombreuses publications ont cessé d'employer des critiques de musique classique, en partie à cause du "déclin de l'intérêt pour la musique classique, en particulier chez les jeunes".
Le journalisme musical classique s'est également intéressé à la façon dont les critiques américains peuvent écrire sur la musique ethnique et folklorique de cultures autres que la leur, comme les raga indiens et les œuvres traditionnelles japonaises:viii,173.
En 1990, le World Music Institute a interrogé quatre critiques musicaux du New York Times qui ont établi les critères suivants sur la manière d'aborder la musique ethnique :
1. Une critique doit établir un lien entre la musique et d'autres types de musique que les lecteurs connaissent, afin de les aider à mieux comprendre le contenu du programme.
2. Les interprètes doivent être traités comme des êtres humains et leur musique comme une activité humaine plutôt que comme un phénomène mystique ou mystérieux.
3. L'examen doit montrer une compréhension des antécédents culturels et des intentions de la musique[9]:173-174.

L'une des principales conclusions d'une étude de 2005 sur le journalisme artistique aux États-Unis est que le profil du « critique de musique classique moyen est un homme blanc de 52 ans, titulaire d'un diplôme d'études supérieures »:10. Les données démographiques indiquent que le groupe était composé à 74 % d'hommes, à 92 % de Blancs et que 64 % avaient obtenu un diplôme d'études supérieures:15. Un critique de l'étude a souligné qu'étant donné que tous les journaux étaient inclus, y compris les journaux régionaux à faible tirage, la représentation féminine de 26% ne reflétait pas la rareté réelle, dans la mesure où les « grands journaux américains, qui sont ceux qui influencent l'opinion publique, n'ont pratiquement pas de femmes critiques de musique classique », à l'exception notable de Anne Midgette dans le New York Times et de Wynne Delacoma dans le Chicago Sun-Times.
En 2007, The New York Times a écrit que la critique musicale classique, qu'il caractérisait comme « une entreprise de haut niveau qui existe depuis au moins aussi longtemps que les journaux », avait subi "une série de coups au cours des derniers mois" avec l'élimination, la rétrogradation ou la redéfinition des postes de critiques dans les journaux d'Atlanta, de Minneapolis et d'ailleurs, citant Peter G. Davis du magazine New York, "l'une des voix les plus respectées du métier, [qui] a déclaré avoir été évincé après 26 ans". Considérant que "des analyses, des commentaires et des reportages solides sont essentiels à la santé de la forme artistique", le New York Times a déclaré en 2007 qu'il continuait à maintenir "une équipe de trois critiques de musique classique à temps plein et de trois pigistes", notant également que les critiques de musique classique étaient de plus en plus disponibles sur les blogs, et qu'un certain nombre d'autres grands journaux "ont toujours des critiques de musique classique à temps plein", y compris (en 2007) le Los Angeles Times, The Washington Post, The Baltimore Sun, The Philadelphia Inquirer, et The Boston Globe.

### Critique rock duXXesiècle
Les auteurs musicaux n'ont commencé à « traiter sérieusement la musique pop et rock » qu'en 1964 « après la percée des Beatles »:45. Dans leur livre Rock Criticism from the Beginning, Ulf Lindberg et ses coauteurs affirment que la critique rock semble avoir été « plus lente à se développer aux États-Unis qu'en Angleterre ». L'un des premiers magazines musicaux britanniques, Melody Maker, s'est plaint en 1967 de la façon dont "les journaux et les magazines ne cessent de marteler [c'est-à-dire, attaquer] la musique pop":116. À partir de 1964, Melody Maker a pris la tête de ses publications concurrentes en abordant la musique et les musiciens comme un sujet d'étude sérieux plutôt que comme un simple divertissement. Des journalistes comme Chris Welch et Ray Coleman ont appliqué une perspective précédemment réservée aux artistes de jazz à l'essor des groupes locaux de rock et de pop influencés par les États-Unis, anticipant ainsi l'avènement des critiques de rock. Parmi les journaux britanniques à grand tirage, la musique pop a gagné en visibilité dans la section artistique du The Times lorsque William Mann, le critique de musique classique du journal, a écrit une appréciation des Beatles en décembre 1963,. Au début de 1965, The Observer, le journal du dimanche du pays, a signalé un renversement du snobisme culturel de l'establishment à l'égard de la musique pop en nommant George Melly comme son « critique de la culture pop ». À la suite de l'arrivée de Tony Palmer à The Observer, le premier quotidien à employer un critique de rock dédié fut The Guardian, avec la nomination de Geoffrey Cannon en 1968.
Les rédacteurs de Melody Maker ont défendu les nouvelles formes de musique pop de la fin des années 1960. En 1999, la presse "de qualité" publiait régulièrement des critiques de concerts et d'albums de musique populaire, ce qui a joué un rôle clé dans le maintien de la musique pop aux yeux du public. L'augmentation du nombre de critiques de musique pop a eu pour effet de "légitimer la pop en tant que forme d'art" ; en conséquence, "la couverture des journaux s'est orientée vers la pop en tant que musique plutôt que vers la pop en tant que phénomène social":129.
Dans le monde de la critique de la musique pop, il y a eu une rotation rapide. L'industrie de la musique pop s'attend à ce qu'un critique de rock disparaisse de la scène populaire dans les cinq ans ; en revanche, selon l'auteur Mark Fenster, les « stars » de la critique de rock sont plus susceptibles d'avoir de longues carrières avec " des contrats de livres, des chroniques et des postes d'éditorialistes et de collaborateurs dans des magazines et des journaux ".

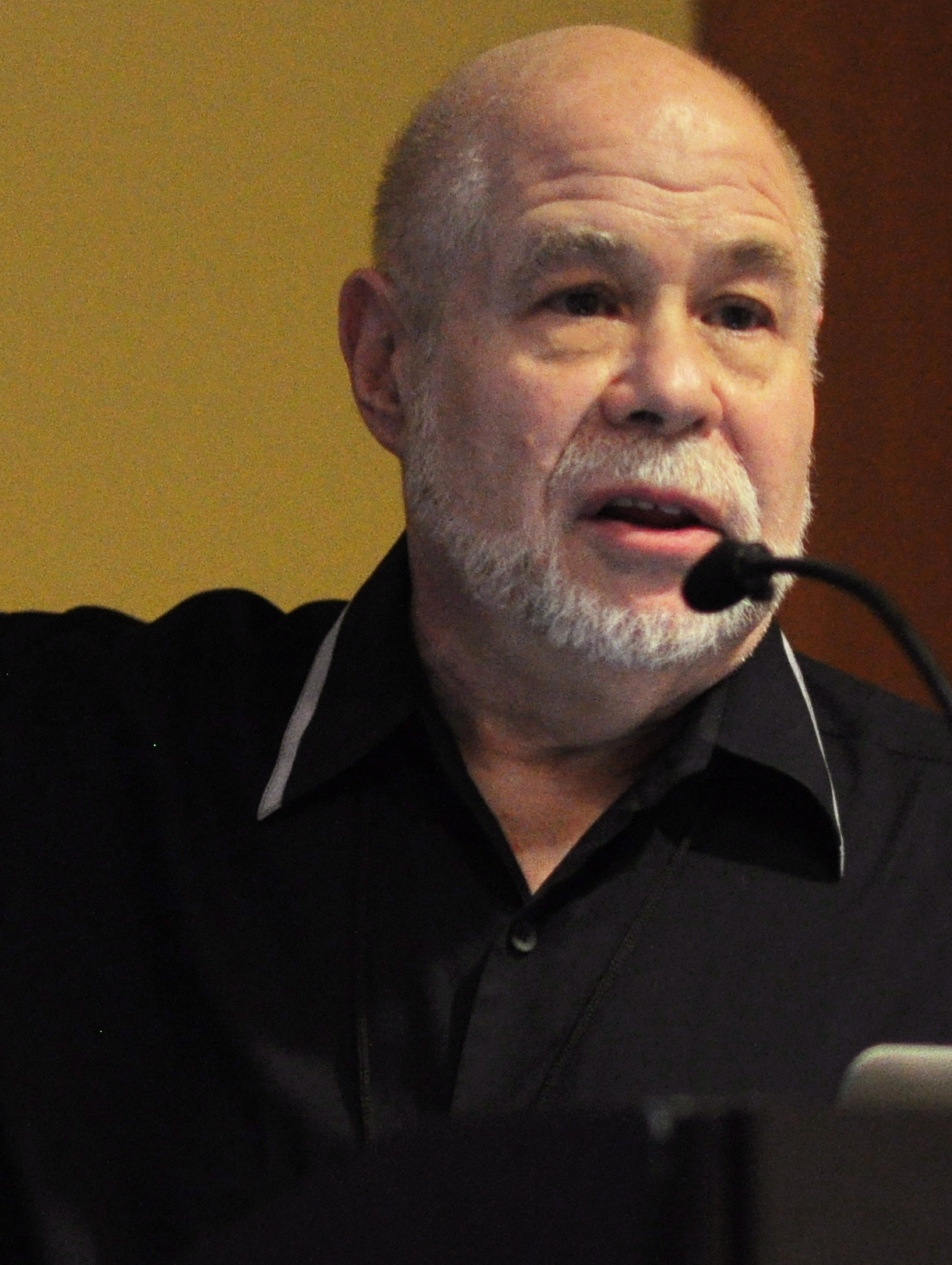
Richard Goldstein (photographié à la EMP Pop Conference 2015) a été le premier critique musical américain à se concentrer sur le type de musique rock.

L'auteur Bernard Gendron écrit qu'aux États-Unis « l'émergence d'une presse rock « sérieuse » et d'un critique rock » a commencé en 1966, présagée par Robert Shelton, le critique de musique folk du New York Times, qui écrivait des articles faisant l'éloge des Beatles et de Bob Dylan, ce dernier venant d'embrasser le rock 'n' roll en se produisant avec un accompagnement électrique au festival de folk de Newport de 1965 . Paul Williams, un étudiant de dix-huit ans, lance le journal pop Crawdaddy !  en février 1966 ; en juin, Richard Goldstein, jeune diplômé et auteur du Nouveau journalisme, lance sa rubrique "Pop Eye" dans The Village Voice, que Gendron décrit comme « la première rubrique régulière sur le rock 'n' roll ... à paraître dans une publication culturelle établie ». Le journaliste rock Clinton Heylin, en tant qu'éditeur de The Penguin Book of Rock & Roll Writing, attribue « la véritable genèse de la critique rock » à l'émergence de Crawdaddy! . Lindberg et al. affirment que si Williams est largement considéré comme le premier critique de rock américain, il "s'est néanmoins tourné vers l'Angleterre pour y trouver de la matière".
Selon Gendron, les premiers articles les plus significatifs de Goldstein étaient un « manifeste » sur le rock 'n' roll et l'« esthétisme pop », et une évaluation élogieuse de l'album Revolver des Beatles. Publié à la fin du mois d'août, ce dernier article constituait "« la première critique rock substantielle consacrée à un album à paraître dans un magazine non rock ayant un pouvoir d'accréditation »" . Alors que Williams pouvait être sûr d'avoir un lectorat sympathique, étant donné la nature de sa publication, la tâche de Goldstein était de gagner un lectorat plus cultivé aux mérites artistiques de la musique pop contemporaine. À cette époque, Goldstein et Williams ont tous deux acquis une renommée considérable dans le courant culturel dominant et ont fait l'objet d'articles de profil dans Newsweek.
L'émergence du journalisme rock a coïncidé avec une tentative de positionnement de la musique rock, en particulier de l'œuvre des Beatles, dans le paysage culturel américain,. Le discours critique a été renforcé par la couverture respectueuse accordée au genre dans des publications grand public telles que Newsweek, Time et Life dans les mois qui ont précédé et suivi la sortie de l'album Sgt. Pepper's Lonely Hearts Club Band des Beatles en juin 1967,. Dans le cadre de ce discours, Richard Meltzer, dans un essai pour Crawdaddy! en mars, a remis en question l'esthétique du rock proposée par Goldstein. La critique mitigée de " Sgt. Pepper " par ce dernier dans le New York Times a également fait l'objet d'un débat journalistique et a suscité des représailles de la part de musicologues, de compositeurs et de commentateurs culturels.
Parmi les autres jeunes écrivains américains devenus chroniqueurs pop à la suite de la nomination de Goldstein, citons Robert Christgau (à Esquire, à partir de juin 1967), Ellen Willis (The New Yorker, mars 1968) et Ellen Sander (Saturday Review (magazine U. Saturday Review), octobre 1968). Christgau est l'« initiateur de l'approche du Guide du consommateur pour les critiques de musique pop », une approche conçue pour aider les lecteurs à décider s'ils doivent acheter un nouvel album:4.
Selon Roy Shuker, universitaire spécialiste de la musique populaire, en 1994, les ouvrages de référence sur la musique tels que The Rolling Stone Record Guide et Christgau's Record Guide ont joué un rôle dans la montée en puissance des critiques de rock en tant que faiseurs de goût dans l'industrie musicale, "construisant leur propre version du clivage traditionnel high/low culture, généralement autour des notions d'intégrité artistique, d'authenticité et de la nature du mercantilisme". Ces collections de revues, poursuit Shuker, « sont devenues des bibles dans le domaine, établissant des orthodoxies quant à la valeur relative de divers styles ou genres et panthéons d'artistes. Les collectionneurs et les amateurs de disques, ainsi que les magasins de disques spécialisés et d'occasion, ont inévitablement à portée de main des exemplaires bien froissés de ces volumes et d'autres du même genre. »
Dans le domaine du rock, comme dans celui de la musique classique, les critiques n'ont pas toujours été respectés par leurs sujets. Frank Zappa a déclaré que "la plupart des journalistes de rock sont des gens qui ne savent pas écrire, qui interviewent des gens qui ne savent pas parler, pour des gens qui ne savent pas lire". Dans la chanson "Get in the Ring" de Guns N' Roses, Axl Rose s'en prend verbalement aux critiques qui ont donné des avis négatifs au groupe en raison de leurs actions sur scène ; des critiques tels que Andy Secher, Mick Wall et Bob Guccione Jr. ont été nommément cités.

### Les critiques des chrétiens conservateurs à l'égard de la musique rock
La musique rock a fait l'objet de nombreuses critiques de la part des communautés chrétiennes conservatrices des États-Unis. Ces critiques ont été les plus fortes dans les années 1960 et 1970, certains des critiques chrétiens les plus importants étant David A. Noebel, Bob Larson et Frank Garlock. Bien que ces hommes ne soient pas des critiques musicaux professionnels, ils prétendent souvent être des critiques de rock qualifiés en raison de leurs expériences professionnelles avec la musique et la religion. Par exemple, Larson a tenté d'affirmer son autorité en tant que critique de rock en déclarant : "En tant que pasteur, je sais maintenant ce que c'est que de ressentir l'onction du Saint-Esprit. En tant que musicien de rock, je savais ce que cela signifiait de ressentir l'onction contrefaite de Satan".
Les critiques chrétiennes de la musique rock au milieu du XXe siècle étaient souvent centrées sur les arguments selon lesquels le rock était à la fois mauvais d'un point de vue sonore et moral et physiquement nocif pour le corps et l'âme. En utilisant ces arguments centraux, Noebel, Larson, Garlock, et d'autres critiques chrétiens de la musique rock ont beaucoup écrit sur les différences entre la "bonne" et la "mauvaise" musique. Dans The Beatles: A Study in Drugs, Sex and Revolution", Noebel explique pourquoi la musique rock est "mauvaise" en l'opposant aux qualités de la "bonne" musique. Dans The Big Beat: A Rock Blast", des arguments similaires ont été avancés par Garlock, avec l'argument supplémentaire que la "bonne" musique doit provenir de musiciens distingués et éduqués. En outre, Larson a soutenu que les rythmes utilisés dans la musique rock pouvaient provoquer la rébellion des jeunes générations en raison de leur nature hypnotique et influente.
S'inspirant de styles comme le rhythm and blues et la musique jazz, le rock and roll a d'abord été innové par les communautés noires, mais a rapidement été approprié par les populations blanches. Cet aspect de l'histoire du rock a été négligé par les historiens et les médias, mais les experts en musique s'accordent aujourd'hui largement sur le fait que les véritables origines du rock se trouvent dans le Sud des États-Unis au sein des populations noires.
Les premières critiques des chrétiens conservateurs à l'encontre de la musique rock étaient fortement ancrées dans le racisme. La plupart des chrétiens conservateurs blancs du milieu du XXe siècle comprenaient que le rock avait vu le jour parmi les populations noires et craignaient ce que le succès du genre impliquait pour l'Église, la ségrégation et l'égalité raciale. Lorsqu'ils critiquaient la musique rock, les critiques chrétiens dépeignaient généralement la musique rock avec une « imagerie primitive et exotique pour transmettre [ses] racines africaines ». Par exemple, la American Tract Society du New Jersey a publié une brochure intitulée Jungle to Jukebox qui utilisait des tropes racistes et exotiques pour illustrer les dangers de la musique rock pour les jeunes Blancs.

### Tendances critiques duXXIesiècle

#### Années 2000
Dans les années 2000, les blogueurs musicaux en ligne ont commencé à compléter, et dans une certaine mesure à remplacer, les journalistes musicaux de la presse écrite. En 2006, Martin Edlund du New York Sun a critiqué la tendance, arguant que si "Internet a démocratisé la critique musicale, il semble qu'il ait également répandu son penchant pour le battage médiatique sans critique".
Carl Wilson a décrit "une recrudescence du sentiment pro-pop parmi les critiques" au début des années 2000, écrivant qu'une "nouvelle génération [de critiques musicaux] a accédé à des postes d'influence critique" et a ensuite "monté une critique en bloc contre le syndrome consistant à mesurer toute la musique populaire en fonction des normes de la culture rock".
L'écrivain Jody Rosen du magazine Slate a discuté des tendances des années 2000 dans la critique de la musique pop dans son article "The Perils of Poptimism" (Les dangers du poptimisme). Rosen a noté qu'une grande partie du débat est centrée sur la perception que les critiques de rock considèrent le rock comme "normatif ... l'état standard de la musique populaire ... à laquelle tout le reste est comparé". Lors d'une conférence de critiques pop en 2006, les participants ont discuté de leurs "plaisirs pop coupables, reconsidérant les musiciens (Tiny Tim, Dan Fogelberg, Phil Collins) et les genres " que les critiques rock ont longtemps rejetés comme étant de la musique commerciale et légère. Rosen a déclaré que "ce nouveau paradigme critique" s'appelle le "popisme" - ou, de manière plus évocatrice (et amusante), le "poptimisme". L'approche du poptimisme est la suivante : "Les producteurs de pop (et surtout de hip-hop) sont aussi importants que les auteurs de rock, Beyoncé est aussi digne d'une considération sérieuse que Bruce Springsteen, et attribuer de la honte au plaisir de la pop est en soi un acte honteux".

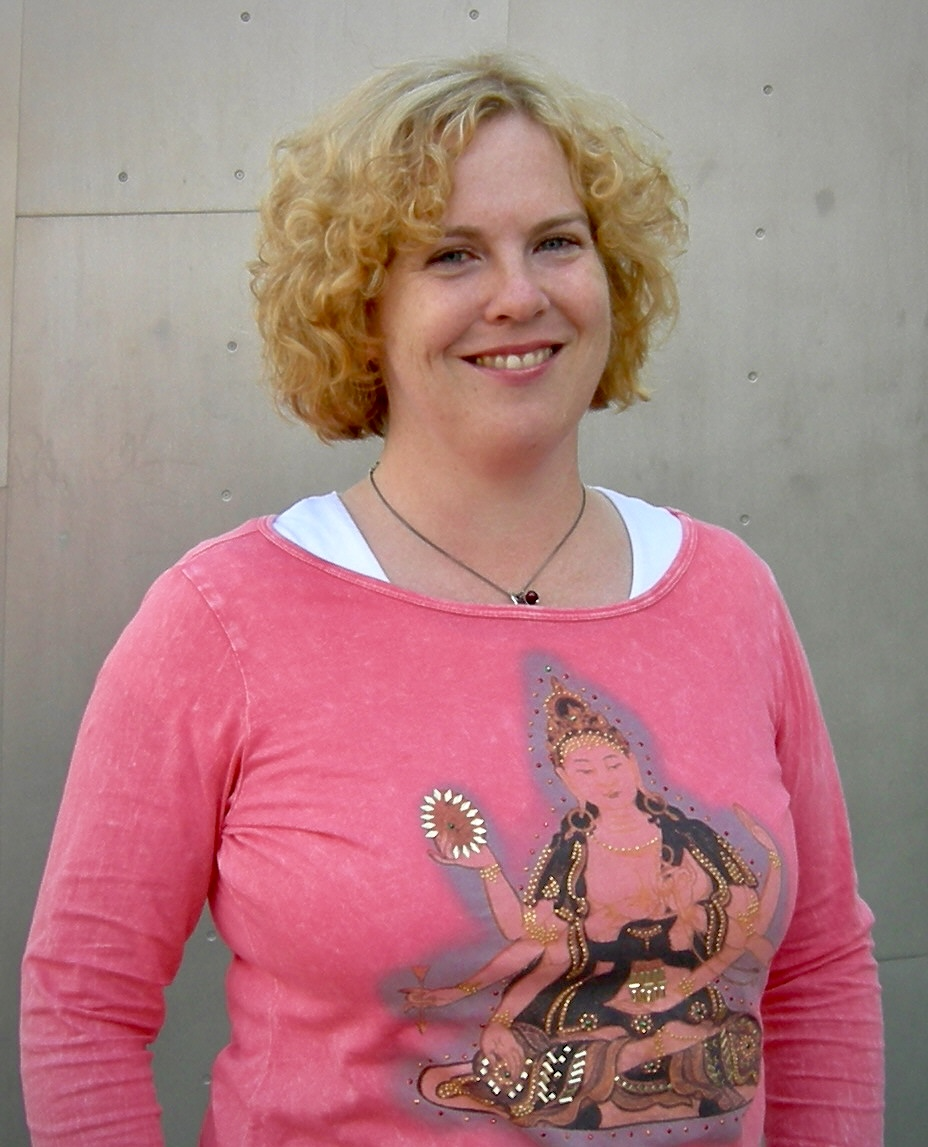
Critique américaine de musique pop Ann Powers.

En 2008, Ann Powers du Los Angeles Times a affirmé que les critiques de musique pop « ont toujours été des contrariens », car "la [critique] de musique pop s'est élevée comme un défi aux hiérarchies du goût, et est restée une affaire pugilistique et exhibitionniste tout au long de la propre évolution de la pop". Powers a affirmé que " les insultes, le rejet de l'autorité d'autrui, les affirmations insolentes de connaissances supérieures et même les menaces de violence physique sont l'étoffe dont est faite la critique pop ", alors que dans le même temps, " la meilleure [critique pop] offre également une appréciation affectueuse et des idées profondes sur la façon dont la musique crée et entre en collision avec nos réalités de tous les jours ". Elle a déclaré que la critique pop s'est développée comme une "gifle à l'establishment, à des publications telles que la maison hippie Rolling Stone et l'avant-poste rawker Creem", ajoutant que la "génération 1980" des rockers indépendants post-punk avait, au milieu des années 2000, "été prise à revers par les plus jeunes 'poptimistes', qui soutiennent que les amateurs de rock underground sont des élitistes pour ne pas avoir embrassé le courant dominant plus multiculturel". Powers compare les débats des critiques poptimistes sur les groupes et les styles à une "mêlée de rugby", dans la mesure où "[t]out le monde pousse contre tout le monde, et nous avançons dans un énorme blob d'opinions véhémentes et de jugements mutuels".

#### Années 2010
Le critique musical et musicien pop indépendant Scott Miller, dans son livre de 2010 Music: What Happened ?, a suggéré : "Une partie du problème est qu'une grande partie de la musique pop vitale est faite par des jeunes de 22 ans qui aiment la valeur de choc, et c'est pathétique quand leurs aînés sont acculés à une révérence sans faille". Miller a suggéré que les critiques pourraient surmonter ce problème en étant prêts à "donner du crédit aux jeunes artistes pour une musique formidable sans être intimidés dans un état d'esprit où les sujets sombres reçoivent toujours une note de passage", affirmant qu'un critique devrait être capable de qualifier un jeune artiste de "génie musical" tout en "déclarant dans le même souffle que ses paroles sont moralement répréhensibles" ":14. Réagissant à l'état de la critique de la musique pop, Miller a identifié un problème majeur comme étant l'incapacité des critiques à "créditer un artiste de faire passer un sentiment", soulignant spécifiquement que le critique Lester Bangs était "une boule d'émotion à tout moment", qui néanmoins « n'a jamais vraiment vu ses artistes préférés comme des gens qui développent une capacité à transmettre des sentiments. » On n'a pas l'impression qu'il reconnaissait volontiers être ému par leur travail honnête. Dans ses écrits, les artistes étaient vaguement ridicules, des primitifs fascinants, incarnant un archétype par accident de la nature.".
Tracy Moore du site Jezebel, en 2014, a suggéré que l'une des vertus de l'écriture sur la façon dont la musique fait ressentir, par opposition à la mise en relation avec les sons d'autres artistes, était d'éviter d'exclure les lecteurs qui peuvent ne pas avoir des connaissances musicales aussi larges que celles de l'auteur. En revanche, Miller pensait que les lecteurs analytiques apprécieraient « plus de discours sur la musique dans la critique musicale », suggérant que "des doses modestes et sensibles" d'analyse musicale fourniraient un soutien utile à une conclusion "selon laquelle une grande écriture mélodique a eu lieu ou n'a pas eu lieu". Par exemple, M. Miller a noté que les critiques "identifient rarement les mélodies accrocheuses comme des passages spécifiques d'une chanson", de la même manière que les musiciens professionnels peuvent parler du « la mineur dans la deuxième mesure du refrain. »
Stevie Chick, écrivain qui enseigne le journalisme musical à la City University London, a déclaré : « Je pense que plus que tout autre journalisme, le journalisme musical a un quotient d'écriture créative très puissant ».
Tris McCall du Newark Star-Ledger a discuté de son approche de la critique musicale dans une interview de 2010, déclarant : "La plupart d'entre nous [les critiques] commencent à écrire sur la musique parce que nous l'aimons tellement. Nous sommes impatients de parler à nos amis et voisins de ce que nous entendons.". Selon McCall, même au cours d'une longue carrière professionnelle, l'impulsion enthousiaste de partager "ne s'estompe jamais". McCall a exprimé son intérêt pour « l'examen des raisons pour lesquelles les gens réagissent à ce à quoi ils réagissent. Je me lance dans des suppositions. Parfois, je me trompe, mais j'espère que je suis toujours provocateur. »
Dans les années 2010, certains commentateurs ont noté et critiqué le manque de critiques négatives dans le journalisme musical. Saul Austerlitz du New York Times Magazine a noté que contrairement à d'autres formes d'art, "la musique est maintenant effectivement libre. L'ancienne priorité de la critique musicale - dire aux consommateurs ce qu'ils doivent acheter - est devenue nulle et non avenue pour la plupart des fans". Selon lui, cette situation et la "culture du clic" poussent les critiques musicaux à agir comme des "pom-pom girls" pour les stars existantes,,.
Les années 2010 ont vu l'émergence de critiques musicaux utilisant YouTube et les médias sociaux comme plateforme. Selon Larry Fiztmaurice du magazine Vice en 2016, Twitter est « peut-être le dernier espace public pour une critique musicale sans entrave dans un paysage de plus en plus anti-critique ». En 2020, The New York Times a décrit le YouTuber Anthony Fantano comme « probablement le critique musical le plus populaire encore debout ».

### Théorie du genre et de la race
En appliquant la théorie critique (par exemple, les études critiques sur le genre et la théorie critique de la race) au journalisme musical, certains auteurs universitaires suggèrent que l'irrespect mutuel entre les critiques et les artistes est l'un des nombreux effets négatifs du rockisme. En 2004, le critique Kelefa Sanneh a défini le "rockisme" comme "l'idolâtrie de la vieille légende authentique (ou du héros underground) tout en se moquant de la dernière pop star":57. Le journalisme musical " infecté " par le rockisme est devenu, selon Daphne Brooks, Yale professeur, un défi "pour ceux d'entre nous concernés par la mémoire historique et la performance musicale populaire":57-58.
Simon Frith a déclaré que la musique pop et le rock « sont étroitement associés au genre, c'est-à-dire aux conventions du comportement masculin et féminin ». Selon Holly Kruse, les articles sur la musique populaire et les articles universitaires sur la musique pop sont généralement écrits à partir de « positions de sujets masculins »:134. Kembrew McLeod a analysé les termes utilisés par les critiques pour différencier la musique pop et le rock, et a constaté une dichotomie sexuée dans les descriptions de la musique rock "sérieuse", "brute" et "sincère", par opposition à la musique pop "triviale", "cotonneuse" et "formulée". McLeod a constaté que l'une des causes probables de cette dichotomie était le manque de femmes écrivant dans le domaine du journalisme musical : "En 1999, le nombre de rédactrices en chef ou de rédacteurs principaux chez Rolling Stone oscillait autour de 15 %, [tandis que] chez Spin et Raygun, [il s'élevait] à environ 20 %. " La critique associée au genre a été discutée de manière graphique dans un article de 2014 de Jezebel sur les luttes des femmes dans le journalisme musical, écrit par la critique musicale Tracy Moore, précédemment rédactrice au Nashville Scene. Moore a décrit comment une autre blogueuse musicale, une « outsider admise » qui ne menaçait aucun stéréotype, a été accueillie avec enthousiasme par les hommes, contrairement à sa propre expérience en tant qu'"insider" qui devait néanmoins "prouver" ou "gagner" sa place dans un milieu journalistique dominé par les hommes.
Selon Anwen Crawford, critique musicale pour le journal australien The Monthly, le "problème pour les femmes [critiques de musique populaire] est que notre rôle dans la musique populaire a été codifié il y a longtemps" ; en conséquence, "les critiques de musique rock les plus célèbres - Robert Christgau, Greil Marcus, Lester Bangs, Nick Kent - sont tous des hommes". Crawford cite " [l]e magasin de disques, le magasin de guitares, et maintenant les médias sociaux : lorsqu'il s'agit de musique populaire, ces lieux deviennent des scènes où s'affichent les prouesses masculines ", et ajoute : " L'expertise féminine, lorsqu'elle apparaît, est sans cesse rejetée comme étant frauduleuse. Chaque femme qui s'est risquée à émettre une opinion sur la musique populaire pourrait vous donner une variante [de cette expérience] ... et devenir un "expert" reconnu (un musicien, un critique) ne sauvera pas [les femmes] des accusations d'imposture".
Daphne Brooks, dans son article de 2008 intitulé The Write to Rock: Racial Mythologies, Feminist Theory, and the Pleasures of Rock Music Criticism, écrit que pour restructurer la critique musicale, il faut "se concentrer sur de multiples contre récits" afin de s'éloigner des préjugés raciaux et sexistes incarnés dans les "fétichisations culturelles contemporaines de la virtuosité performative de l'homme blanc et des innovations latentes de l'homme noir":55. Brooks s'est concentré sur "la manière dont la critique de la musique rock a façonné et continue de façonner notre compréhension des rencontres musicales racialisées, et quelles sont les histoires alternatives que nous pourrions raconter":55-56. Brooks a souligné la déclaration de Christgau selon laquelle, après l'arrivée des Beatles en Amérique, "la critique rock a embrassé un rêve ou une métaphore de révolution perpétuelle. Les groupes dignes d'intérêt étaient censés changer la vie des gens, de préférence pour le meilleur. S'ils n'y parvenaient pas, cela signifiait qu'ils n'avaient pas d'importance.". Sans surprise, selon Brooks, "l'histoire des femmes qui ont maintenu une tradition d'écriture sur le rock depuis les années 60" a été "largement cachée dans la culture américaine".
Brooks a théorisé que les perceptions des artistes féminines de couleur pourraient être différentes s'il y avait plus de femmes de couleur écrivant à leur sujet, et a fait l'éloge d'Ellen Willis en tant que critique féministe significative de l'ère classique du rock:58-59. Willis, qui fut chroniqueuse pour le New Yorker de 1968 à 1975, pensait que la société pouvait être éclairée par " l'expérience extatique " des visions exprimées par le rythme et le bruit de la musique et qu'une telle joie conduirait les gens à des modes de partage différents. Brooks a écrit que "la confluence des études culturelles, des études sur le rock et des études critiques féministes de la troisième vague permet aujourd'hui plus que jamais de continuer à critiquer et à réinterroger la forme et le contenu des histoires de la musique populaire":58. Selon Brooks, « en brisant courageusement les équations denses de genre, de classe, de pouvoir et de scènes musicales sous-culturelles », les journalistes musicaux, les activistes et les critiques tels qu'Ellen Willis ont pu « brillamment, comme personne avant eux, remettre en question l'activisme intellectuel et politique et l'agence » de l'ensemble de l'industrie musicale:58.

## Formes
Le journalisme musical comprend :
- l'annonce de concerts live, de concours musicaux, de représentations d'opéra et de nouvelles sorties de CD/DVD.
- des interviews avec des artistes (solistes, chefs d'orchestre, membres de groupes, metteurs en scène importants), des organisateurs de concerts et des directeurs artistiques, des musicologues et, le cas échéant, des présentateurs d'une émission
- des critiques musicales approfondies et des recensions de premières, de concerts, de festivals et de nouvelles sorties de CD/DVD.
- l'annonce et la mise en perspective des nouveautés concernant les grands opéras et salles de concert (changement d'intendant, fermeture de théâtre, réduction de budget), la politique culturelle et ses (éventuelles) répercussions sur la vie musicale.
- des nécrologies d'artistes importants récemment décédés dans le domaine de la musique, des contributions à des anniversaires
- la description de styles musicaux, de leurs principaux représentants et de leur environnement.
- les rapports sur les débats esthétiques actuels et les développements dans la gestion et le marché de la musique
- les biographies complètes d'artistes et de styles musicaux.

Le journalisme musical dépend toujours du média qui publie un article. L'importance accordée aux concerts recommandés ou non est généralement déterminée par le profil du média : Les médias régionaux couvrent les événements de la région, les médias suprarégionaux se concentrent généralement sur les principaux sites culturels des agglomérations. (En Allemagne, Bayreuth constitue une exception avec le festival Richard Wagner qui a lieu régulièrement). On utilise les formes habituelles du journalisme comme le reportage, le billet d'opinion, l'interview, la critique, la recension, etc. À la radio et à la télévision, on utilise également des témoignages directs de visiteurs.
Il est courant de se spécialiser dans différents domaines, par exemple la musique classique pour les radios culturelles ou la pop pour les radios spécialisée. Les domaines de la musicologie et du journalisme musical se recoupent souvent, en particulier dans la presse écrite.

## Formation
Même si le métier de journaliste n'est pas protégé, il est fréquent de suivre des études de musique ou de musicologie en lien avec la pratique professionnelle.
En France, le journaliste musical effectue généralement une formation, soit dans une université proposant des cursus en journalisme, soit dans une école de journalisme.
Dans le reste de l'Europe, il existe désormais différentes offres d'études dédiées dans les universités, les conservatoires et les écoles supérieures spécialisées , en particulier en Allemagne:
- À l'Université de musique de Karlsruhe, les journalistes musicaux sont formés depuis 1995, à l'origine dans le cadre d'un cursus post-universitaire "Diplom-Rundfunk-Musikjournalismus". Depuis 2007, l'institut de journalisme musical propose des cursus de bachelor et de master en journalisme musical pour la radio, la télévision et Internet. Les cours de journalisme pour la radio et la télévision sont combinés avec une activité pratique d'émission FM de 45 heures par semaine sous le titre Der junge Kulturkanal. De l'automne 2010 au semestre d'été 2021, un cursus de licence KulturMediaTechnologie (KMT) a également été proposé en coopération avec la Hochschule Karlsruhe - Technik und Wirtschaft.
- L'Université technique de Dortmund est la seule université allemande à proposer, depuis le semestre d'hiver 2010/2011, un bachelor de base ainsi qu'un master en journalisme musical[63],[64]. Les programmes menés conjointement par l'institut de musique et de musicologie et l'institut de journalisme forment au journalisme radio, TV et en ligne, en mettant l'accent sur la musique classique. Sous le label terzwerk, des périodes de formation pratique au travail rédactionnel et à la production d'émissions sont organisées en liaison avec nrwision (télévision) et Eldoradio (radio) , ce qui constitue élément central de la formation.
- À Hanovre, il est possible d'étudier un master Journalisme musical à la Hochschule für Musik, Theater und Medien Hannover, avec une spécialisation en journalisme musical/ RP et en management stratégique.
- À la Hochschule für Musik und Theater München, il est possible d'étudier le master Musikjournalismus im öffentlichen und privaten Rundfunk.
- La Kalaidos Fachhochschule propose à Aarau (Suisse) le cursus post-grade CAS (Certificate in Advanced Studies) Musikjournalismus.

Diverses autres filières d'études, notamment en journalisme culturel, en management de la musique et en musique et médias existent au niveau du bachelor et du master. Ils touchent également le domaine du journalisme musical, même si ce n'est pas toujours leur point fort.